# Flame Towers
Flame Towers (азерб. Od Qalalar, Alov qüllələri; укр. Полум'яні Вежі) — комплекс хмарочосів у Баку (Азербайджан), найвища будівля на Кавказі. Своїм зовнішнім видом вежі нагадують язики полум'я.

## Проєкт
Flame Towers — це три висотних будинки, що включають готель, житловий будинок і офісний центр. Повна площа забудови — 227 тис. м². Будівництво почалося в жовтні 2007 року, здійснювалось азербайджано-турецькою компанією «DIA Holding». Спочатку закінчити зведення будівель планувалося до грудня 2010 року, але через несприятливі погодні умови терміни були перенесені на 2012 рік. За словами представників будівельної компанії, будівництво завершити вдалося лише в 2012 році.

## Цікаві факти
- Освітлення веж Flame Towers згідно з опитуванням SkyscraperCity, впливового форума про урбаністику, було визнано найкращим у світі[2]. Самі вежі повністю вкриті LED екранами, котрі відображають рух вогню[3], що видно з найвіддаленіших точок міста. Візуально створюється ефект гігантських смолоскипів, що підкреслює основну ідею веж, що закладено в їхню назву — «Вогняні вежі».
- Назва і форма веж, можливо, є натяком на герб Баку, на котрому зображені три язики полум'я.
- Будівництво веж було висвітлено в одному з випусків передачі Build It Bigger[en] на каналах Discovery і Science Channel.

## Галерея

Герб Баку
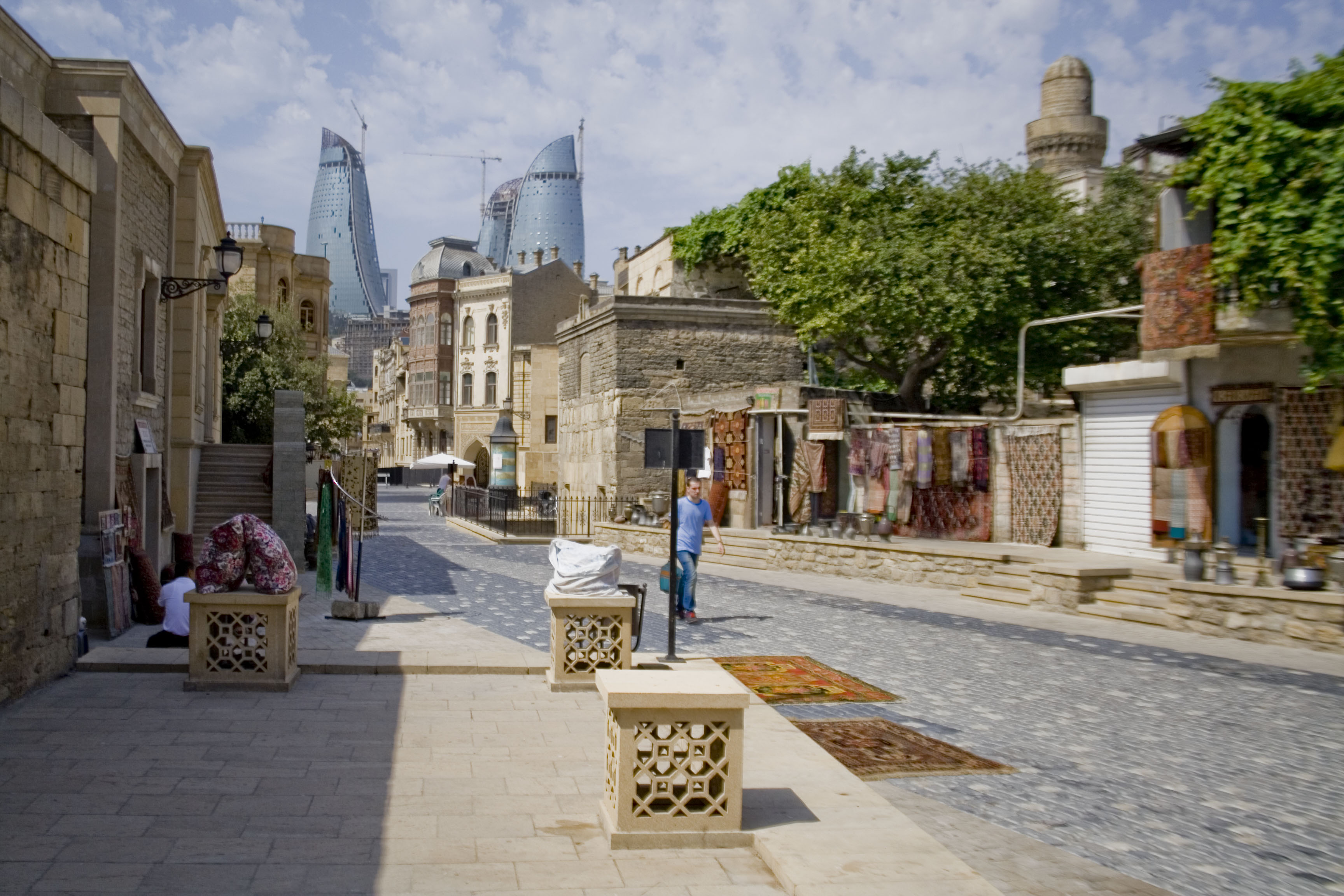
Вид на «Вежі вогню» із Старого міста